# Jingshanpark

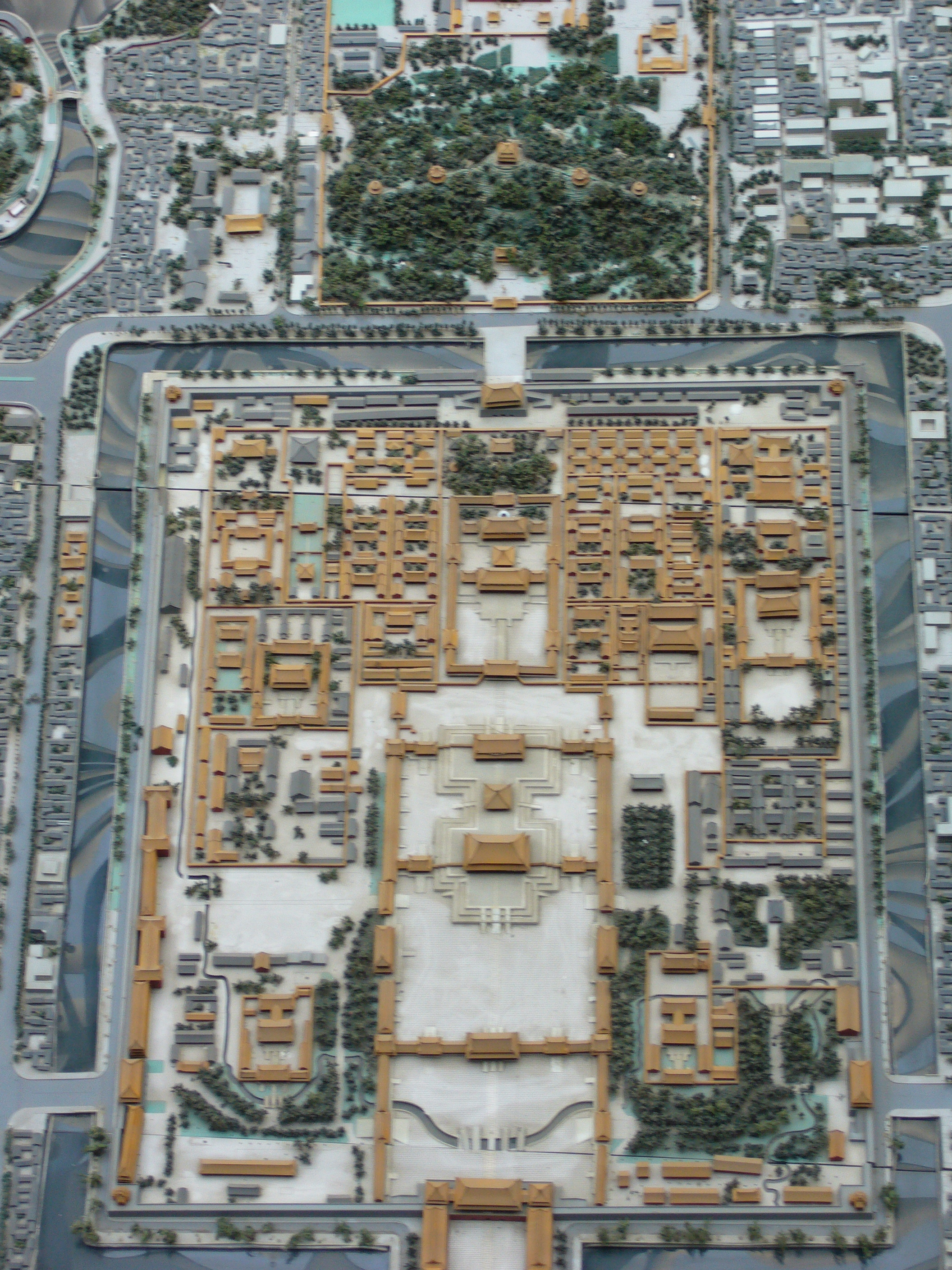
Maquette van de Verboden Stad en het Jingshan Park

Het Jingshanpark (Chinees: 景山公园) is een park in Peking dat ten noorden van de Verboden Stad ligt. Het is een voormalige keizerlijke tuin met een oppervlakte van 230.000 m², die tegenwoordig voor het publiek is opengesteld. Het park ligt deels in het district Xicheng en deels in het district Dongcheng.

## Geschiedenis
Tot 1928 was dit park alleen toegankelijk vanuit de Verboden Stad door de Poort van de Goddelijke Macht. In 1928 werd de New Jingshan Street aangelegd tussen het park en de Verboden Stad. De Poort van de Goddelijke Macht is nu de achteringang van het Paleismuseum. Daartegenover is de ingang van het Jingshanpark. Aan de noordkant van het park ligt het Kinderpaleis van Peking.
De ruim 45 meter hoge Kolenheuvel (Chinees: 煤山) in het park is ontstaan toen enkele kanalen en de gracht om de Verboden Stad werden gegraven. Het hoogste paviljoen hier is het Wanchupaviljoen, dat uitzicht biedt op de Verboden Stad. Hier ook pleegde de laatste keizer van de Ming-dynastie, Chongzhen, in 1644 zelfmoord door zich aan een boom op te hangen, toen een opstandelingenleider op het punt stond om Peking te veroveren.

## Galerij

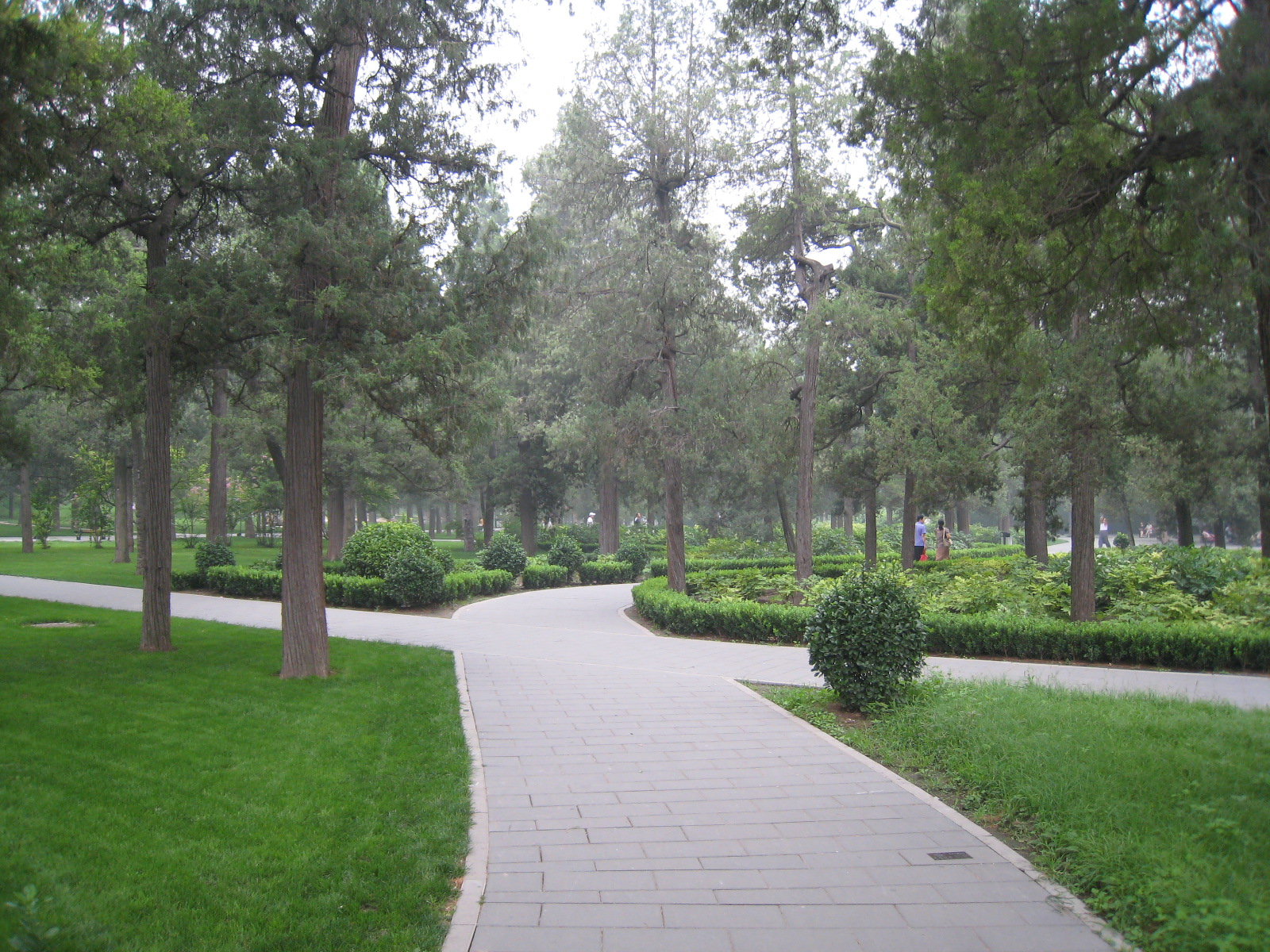
Voetpad door het Jingshanpark
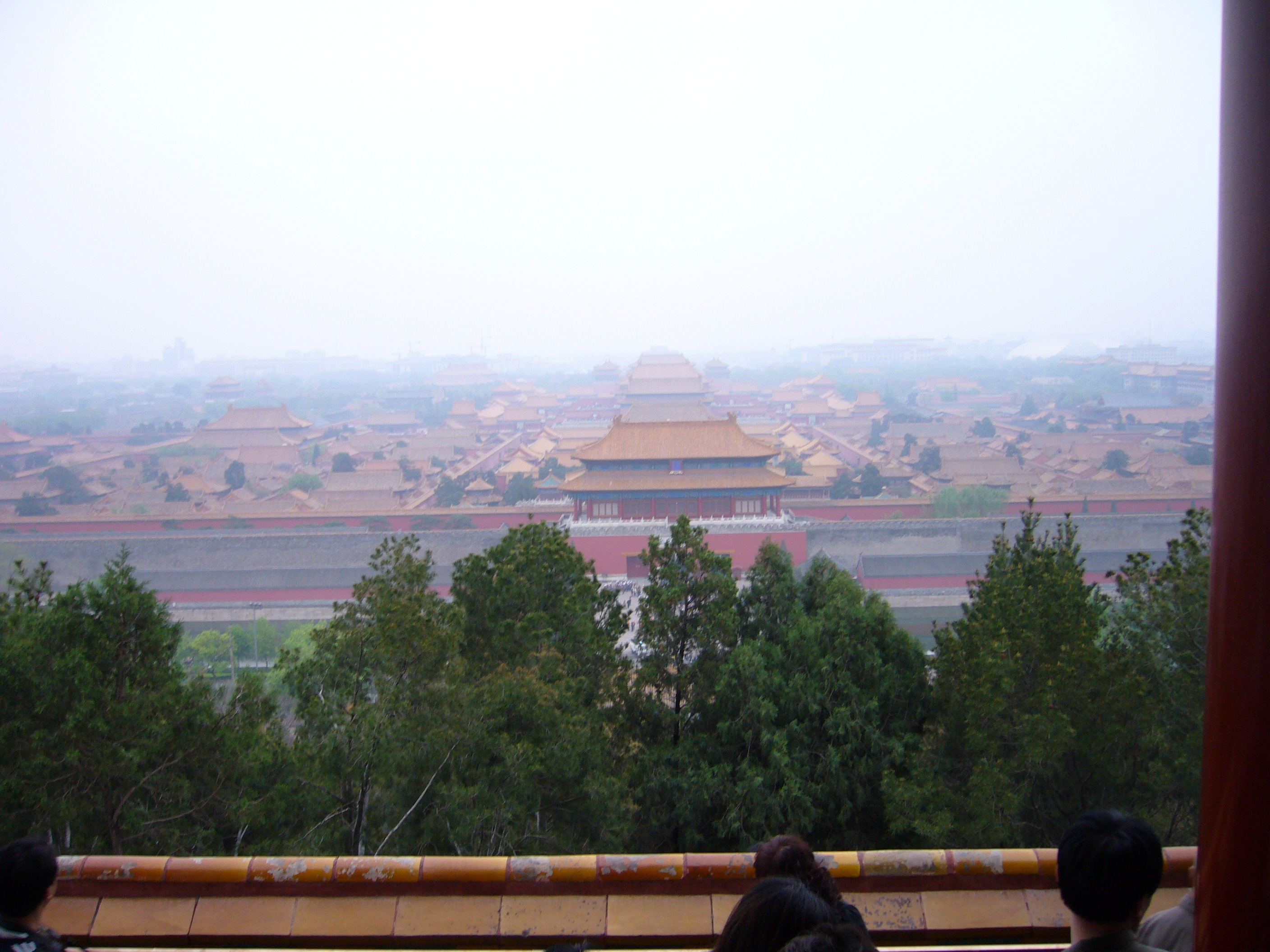
Uitzicht over de Verboden Stad